# Greatest Hits (альбом Queensrÿche)
Greatest Hits — сборник лучших песен группы Queensrÿche, вышедший в 2000 году. Сборник содержит материал из всех студийных альбомов до 1997 года (композиции из альбома Q2K 1999 года не вошли в сборник), а также би-сайд ведущего сингла «Sign of the Times» с Hear in the Now Frontier — композицию «Chasing Blue Safety» и альтернативную версию «Someone Else?», записанную со всеми музыкантами группы. В апреле 2000 года на студии Capitol Mastering для всех песен был проведен 24-битный цифровой ремастеринг.

## Реакция критики
Брет Адамс из AllMusic, поставивший пластинке 4,5 балла из 5 возможных, считает, что на ней собраны наилучшие образцы музыки американского квинтета из семи альбомов, записанных на EMI. Если в первых хитах, таких как «Queen of the Reich», ещё ощутимо подражание Джефф Тейт вокальной манере Роба Хэлфорда из Judas Priest и Брюса Дикинсона из Iron Maiden, это не сказывается на качестве материала. «Это отличный хеви-метал», — пишет Адамс. Другими несомненными жемчужинами раннего периода обозреватель видит «Take Hold of the Flame» и «I Dream in Infrared». Operation: Mindcrime, по мнению специалиста, шедеврален полностью, но представленные на диске «I Don’t Believe in Love» и «Eyes of a Stranger» — это пики совершенства. Адамс также выделил пару великолепных треков с Promised Land, а также редкостные бонус-треки с японских релизов, из которых «Chasing Blue Sky» назвал удивительно красивым. Оформление сборника также не осталось без внимания. Адамс заметил, что аннотацию в буклете компакт-диска написал бывший журналист Kerrang! Пол Сутер, который в своё время опубликовал восторженный обзор на первую демозапись группы, чем, по сути, выдал ей путёвку в жизнь.

## Список композиций
| №                   | Название                                                  | Автор(ы)              | Длительность |
| ------------------- | --------------------------------------------------------- | --------------------- | ------------ |
| 1.                  | «Queen of the Reich» (из Queensrÿche, 1982)               | Крис ДеГармо          | 4:22         |
| 2.                  | «The Lady Wore Black» (из Queensrÿche, 1982)              | ДеГармо, Джефф Тейт   | 6:14         |
| 3.                  | «Warning» (из The Warning, 1984)                          | Тейт, Майкл Уилтон    | 4:45         |
| 4.                  | «Take Hold of the Flame» (из The Warning, 1984)           | ДеГармо, Тейт         | 4:55         |
| 5.                  | «Walk in the Shadows» (из Rage for Order, 1986)           | ДеГармо, Тейт, Уилтон | 3:34         |
| 6.                  | «I Dream in Infrared» (из Rage for Order, 1986)           | Тейт, Уилтон          | 4:18         |
| 7.                  | «I Don’t Believe in Love» (из Operation: Mindcrime, 1988) | ДеГармо, Тейт         | 4:24         |
| 8.                  | «Eyes of a Stranger» (из Operation: Mindcrime, 1988)      | ДеГармо, Тейт         | 6:36         |
| 9.                  | «Jet City Woman» (из Empire, 1990)                        | ДеГармо, Тейт         | 5:21         |
| 10.                 | «Empire» (из Empire, 1990)                                | Тейт, Уилтон          | 5:23         |
| 11.                 | «Silent Lucidity» (из Empire, 1990)                       | ДеГармо               | 5:45         |
| 12.                 | «I Am I» (из Promised Land, 1994)                         | ДеГармо, Тейт         | 3:59         |
| 13.                 | «Bridge» (из Promised Land, 1994)                         | ДеГармо               | 3:31         |
| 14.                 | «Sign of the Times» (из Hear in the Now Frontier, 1997)   | ДеГармо               | 3:34         |
| 15.                 | «Chasing Blue Sky» (бонус-трек)                           | Скотт Рокенфилд, Тейт | 3:41         |
| 16.                 | «Someone Else?» (полная версия, бонус-трек)               | ДеГармо, Тейт         | 7:13         |
| Общая длительность: | Общая длительность:                                       | Общая длительность:   | 77:35        |

## Участники записи
Список составлен по сведениям базы данных Discogs
| Queensrÿche: - Джефф Тейт — вокал - Крис ДеГармо — гитара, соло-гитара, бэк-вокал - Майкл Уилтон — гитара - Эдди Джексон — бас-гитара, бэк-вокал - Скотт Рокенфилд — ударные | Технический персонал: - Дэвид Браун — продюсер-составитель - Шерил Павельски — продюсер-составитель - Эврен Гёкнар — ремастеринг - Кенни Немес — менеджер проекта - Сэм Гей — креативный директор - Мишель Аззопарди — A&R-администратор - Хью Сайм — арт-директор, дизайнер - Кристофер Кехоу — фотограф - Пол Сутер — автор текста для буклета |

## Позиции в хит-парадах
| Чарт (2000)         | Высшая позиция | Пребывание |
| ------------------- | -------------- | ---------- |
| США (Billboard 200) | 149            | 3 недели   |